# Revenge (álbum de Kiss)
Revenge  es el decimosexto álbum de estudio de la banda estadounidense de rock Kiss, publicado el 19 de mayo de 1992 a través de Mercury Records. Este trabajo supuso el debut del batería Eric Singer, que sustituyó al fallecido Eric Carr, así como los regresos de Bob Ezrin como productor y del exguitarrista Vinnie Vincent como compositor. Tuvo una buena recepción comercial, pues llegó a la sexta posición del Billboard 200 —la mejor desde Love Gun (1977)— y alcanzó el top 10 en varios países europeos, incluido el Reino Unido, sin embargo, ninguno de sus cinco sencillos llegó a entrar en las listas de éxitos estadounidenses. Por su parte, la mayoría de las críticas recibidas fueron positivas y lo calificaron como uno de los mejores trabajos grabados por la banda sin su formación original.
El grupo dedicó Revenge, un álbum más pesado que sus anteriores trabajos orientados hacia el glam metal, a la memoria de Carr, quien sucumbió al cáncer durante su grabación y que participó en la pista instrumental «Carr Jam 1981» y en el sencillo «God Gave Rock 'N' Roll to You II» que precisamente fue uno de sus mayores éxitos en Reino Unido al llegar a la cuarta posición.

## Antecedentes

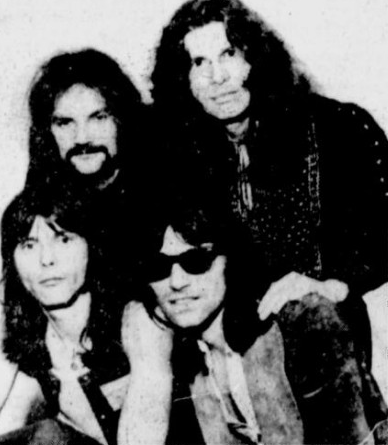
Kiss grabó una versión de «God Gave Rock 'N' Roll to You» de Argent, en la imagen.

Tras el lanzamiento del recopilatorio Smashes, Thrashes & Hits (1988), el guitarrista y vocalista Paul Stanley decidió realizar una gira en solitario en la que contó con el batería Eric Singer. Stanley había escuchado buenos comentarios sobre el percusionista y éste aprovechó que estaba grabando con Badlands en un estudio neoyorquino para reproducirle algunos discos que había realizado con Black Sabbath y The Cult. Durante uno de los conciertos, el músico recibió la visita de sus compañeros, entre ellos, el batería Eric Carr quien señaló a Singer y comentó que sería quien le sustituyese. Tras la publicación del álbum Hot in the Shade (1989) y de la realización de su gira promocional, Carr comunicó a los demás integrantes del grupo que no se encontraba bien físicamente y después de visitar a un médico confirmó que padecía cáncer.
Mientras tanto, la banda recibió la invitación de grabar una versión del tema de Argent «God Gave Rock 'N' Roll to You» para la banda sonora de la película Bill & Ted's Bogus Journey (1991). Carr quiso participar en el proceso, pero su estado de salud no lo permitió, de modo que únicamente grabó algunas melodías vocales y Stanley sugirió que Singer fuera su sustituto durante su recuperación. Tras la grabación, Carr se reunió con sus compañeros en Los Ángeles y les pidió aparecer en el vídeo musical del tema, en el cual tuvo que utilizar una peluca debido a que había perdido su cabello por la quimioterapia.

## Grabación

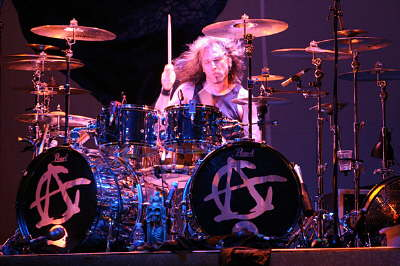
Revenge supuso el debut de Eric Singer como batería.

El grupo decidió trabajar en un nuevo álbum de estudio con el productor Bob Ezrin, con el que había trabajado en Destroyer (1976) y Music from "The Elder" (1981). Eric Carr todavía estaba en tratamiento, de modo que la banda tuvo que contratar a un batería para grabar sus partes. Ezrin sugirió llamar a Aynsley Dunbar, integrante de Journey y Whitesnake, pero Kiss decidió contar una vez más con Eric Singer.
La grabación del disco comenzó en septiembre de 1991 en los estudios Rumbo Recorders de Los Ángeles. Finalmente, el 24 de noviembre, Eric Carr sucumbió al cáncer y tras acudir a su funeral en Nueva York, sus compañeros decidieron seguir trabajando en el álbum. En recuerdo de su batería, la banda decidió incluir la pista instrumental «Carr Jam 1981», grabada originalmente por Carr y el guitarrista original Ace Frehley durante las sesiones de Music from "The Elder". El tema, no obstante, sería reeditado con el guitarrista Bruce Kulick sustituyendo a Frehley. Mientras tanto, el bajista Gene Simmons siguió con su labor de productor para otras agrupaciones y durante un concierto de EZO, coincidió con el guitarrista Vinnie Vincent, quien se disculpó por su comportamiento errático durante su etapa en Kiss y que le preguntó si estaba interesado en componer juntos. El bajista aceptó y tanto él como Stanley escribieron algunas canciones con Vincent, aunque éste, según Simmons, no cumplió un acuerdo que habían firmado y su relación volvió a romperse.
Durante la grabación, Bob Ezrin utilizó músicos de sesión como había hecho en sus anteriores trabajos con Kiss. Dick Wagner, que había participado en Destroyer, grabó la guitarra solista en «Every Time I Look at You» después de que el productor le llamara para sustituir a Kulick, cuyos resultados no eran convincentes. Kevin Valentine grabó la batería en «Take It Off» mientras Eric Singer actuaba en algunos conciertos de Alice Cooper, y Jesse Damon y Tommy Thayer grabaron algunos coros (este último ingresaría años más tarde en Kiss como guitarrista).

## Música

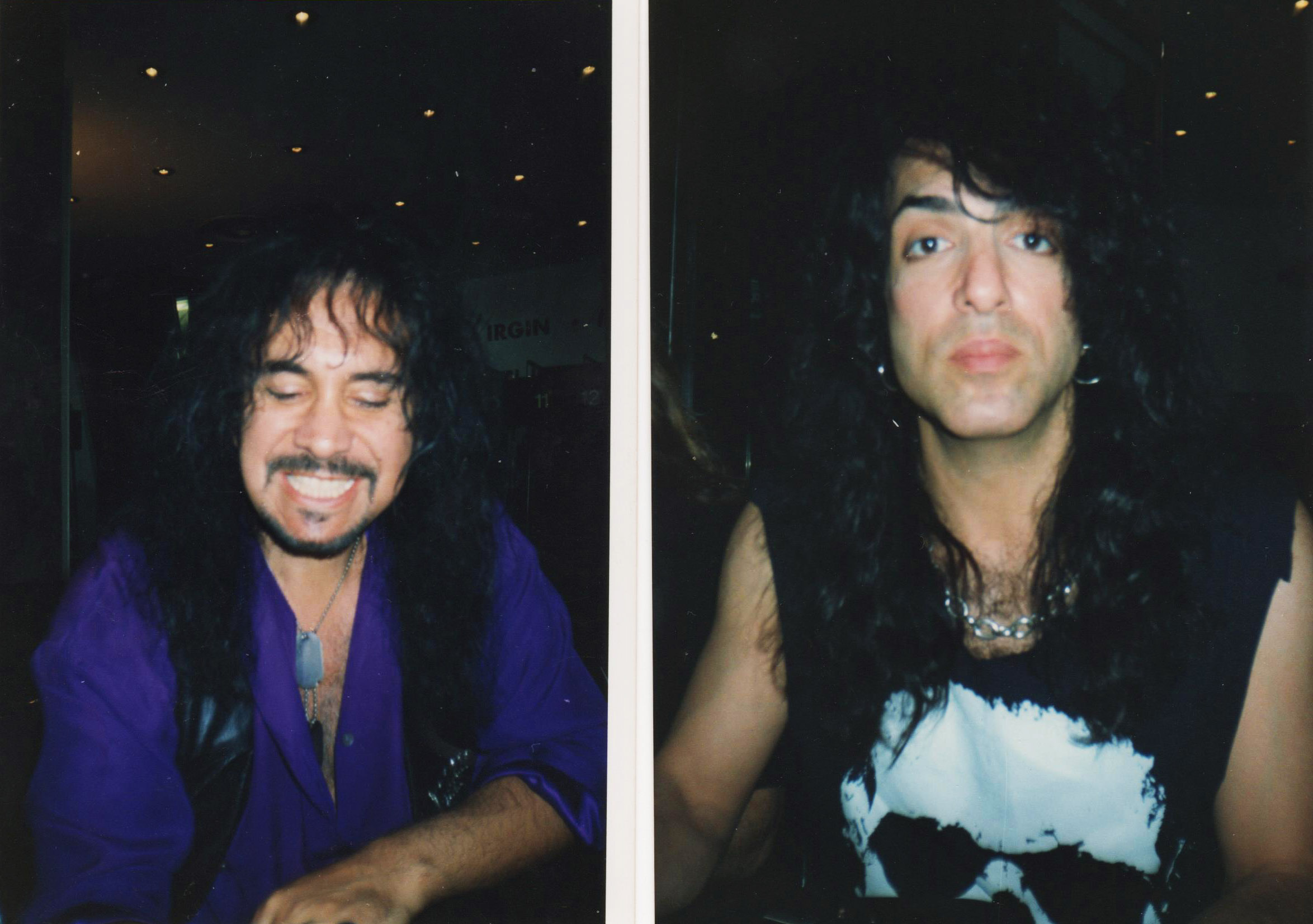
Simmons y Stanley en París, en mayo de 1992.

El álbum comienza con «Unholy», creada por Gene Simmons y Vinnie Vincent y que estuvo inspirada en el tema «Keep Me Waiting» de Wicked Lester, la banda anterior de Simmons. El bajista eligió el título por la canción «Unholy Love», incluida en el disco homónimo de Doro, que él mismo había producido. Por su parte, Vincent realizaría algunos arreglos y escribiría parte de la letra. «Take It Off», acreditada a Paul Stanley, Bob Ezrin y al exguitarrista de Alice Cooper Kane Roberts, nació de un intento del primero por componer una canción para que sonara en los locales de striptease mientras las bailarinas se desnudaban. Por su parte, «Tough Love» fue la única contribución como autor del guitarrista Bruce Kulick, quien la escribió junto con Stanley y Ezrin, además de sustituir a Simmons como bajista. «Spit» la compusieron Simmons y Scott Van Zen, para quien trabajaba como mánager. De acuerdo con el bajista, su idea para «Spit» era inspirarse en la pista de Fleetwood Mac «The Green Manalishi»; Kulick por su parte utilizó como influencia para el solo el himno «Star Spangled Banner». «God Gave Rock 'n' Roll to You II», el primer sencillo, fue una versión de un tema de Argent escrito por Russ Ballard, al que Stanley, Ezrin y Simmons realizaron varias modificaciones. Según Stanley, en la versión original los integrantes de Argent «cantaban sobre flores, árboles y serpientes» y Kiss puso como condición modificar las letras para grabarla. Simmons compuso «Domino», que según él «sonaba a ZZ Top», y posteriormente la grabó como una maqueta con el grupo Silent Rage para mostrársela a Ezrin y a los otros músicos.
«Heart of Chrome» fue acreditada a Stanley, Vincent y Ezrin, y cuyo título estuvo inspirado en el tema de Jim Steinman «Chrome Heart». Vincent abandonó a sus excompañeros mientras componían la canción, de modo que Stanley y Ezrin tuvieron que terminarla sin él. «Thou Shalt Not» tuvo como creadores a Simmons y al cantante de Silent Rage, Jesse Damon, quien también realizó algunos coros en el disco. El bajista tomó como inspiración la pista de Humble Pie «I Don't Need No Doctor» y resumió su letra como «hacer una peineta a alguien con alzacuellos que cree que es mi juez y jurado». «Every Time I Look At You» fue una balada diseñada por Stanley mientras tocaba una guitarra acústica, y arreglada por Ezrin; fue calificada por el guitarrista como «la canción correcta en el momento equivocado», debido a que la discográfica no le dio la promoción necesaria. «Paralyzed» la creó principalmente Simmons y luego Ezrin añadió algunas melodías y su título; según el bajista, el productor contrató a un rapero para que participara en la mitad del tema, pero no funcionó.«I Just Wanna», la tercera pista escrita por Vincent, muestra similitudes con la versión de The Who de «Summertime Blues», a pesar de que Stanley destacó que no fue de manera voluntaria. El guitarrista también tomó como inspiración las canciones «Black Dog» de Led Zeppelin y «The Green Manalishi» de Fleetwood Mac. Revenge termina con «Carr Jam 1981», una pista instrumental creada por Eric Carr durante las sesiones del disco Music from "The Elder" y grabada junto con el guitarrista original de Kiss, Ace Frehley, quien la versionó en su trabajo Frehley's Comet (1987), con el título «Breakout». El tema, con Bruce Kulick como sustituto de Frehley, quedó incluido en el álbum tras la muerte de Carr, a modo de homenaje.

## Recepción

### Comercial
Revenge salió a la venta el 19 de mayo de 1992 a través de Mercury Records y alcanzó el sexto puesto del Billboard 200, la mejor posición para el grupo desde Love Gun (1977). A pesar de ser el primer trabajo de Kiss en alcanzar el top 10 en más de una década, no llegó a ser certificado como disco de platino por la Recording Industry Association of America. El álbum también tuvo una buena recepción comercial fuera de Estados Unidos; llegó al top 10 en Reino Unido, Noruega, Australia, Suiza y Suecia.
Mercury Records extrajo cinco sencillos, aunque ninguno de ellos llegó a posicionarse en el Billboard Hot 100, algo que no le sucedía a un disco de Kiss desde Creatures of the Night (1982). «God Gave Rock 'n' Roll to You II» fue lanzado el 22 de agosto de 1991 como el primer sencillo del álbum y de la banda sonora de la película Bill & Ted's Bogus Journey. El tema alcanzó el cuarto puesto en el UK Singles Chart, el mejor en la carrera del conjunto en Reino Unido junto a «Crazy Crazy Nights» (1987). «Unholy» salió a la venta el 4 de mayo de 1992 y alcanzó el top 30 en varios países europeos, entre ellos Alemania y Reino Unido, pero donde mejor acogida tuvo fue en Noruega, donde llegó a la segunda posición. «Domino» y «I Just Wanna», lanzados a lo largo de 1992 fueron los siguientes sencillos, aunque no ingresaron en las listas. Por su parte, «Every Time I Look at You», el quinto sencillo, tuvo su mayor éxito en Suecia, donde alcanzó el puesto 31.

### Crítica
Tras su lanzamiento, Revenge recibió principalmente buenas reseñas y a menudo está considerado uno de los mejores trabajos grabados por la banda tras abandonar su característico maquillaje. John Franck de Allmusic destacó que reclutar de nuevo a Vinnie Vincent «resultó ser el golpe de gracia del álbum» y que «la enorme producción de Ezrin galvaniza el sonido de Kiss haciendo que suene fresco de nuevo». Franck remarcó además que «algunas de las canciones son excelentes, convincentes y elegantes, aunque el álbum también se corrompe con material de relleno». Rustyn Rose de Examiner lo declaró como «el disco más duro» publicado por el grupo hasta entonces y lo calificó como una versión «más pesada de Creatures of the Night con un toque de Destroyer». Rose añadió que de no haber sido publicado en la era del grunge, el disco debería haber vendido infinitamente mejor. Matthew Wilkening de Ultimate Classic Rock lo consideró como el trabajo «más coherente y heavy desde Creatures of the Night» y seleccionó a los tres temas compuestos por Vincent —«Unholy», «Heart of Chrome» y «I Just Wanna»— como los mejores. Melinda Newman de Billboard comparó la balada «Every Time I Look at You» con la canción de Destroyer «Beth» y destacó que «“Unholy” debería ser interpretada religiosamente en directo». Por su parte, Chuck Klosterman de Grantland señaló que, «este trabajo puede parecer bueno siempre que no se alegue que es excepcional».

## Lista de canciones
| N.º | Título                             | Escritor(es)                          | Voz principal    | Duración |  |
| 1.  | «Unholy»                           | Gene Simmons, Vinnie Vincent          | Simmons          | 3:40     |  |
| 2.  | «Take It Off»                      | Paul Stanley, Bob Ezrin, Kane Roberts | Stanley          | 4:50     |  |
| 3.  | «Tough Love»                       | Stanley, Ezrin, Bruce Kulick          | Stanley          | 3:44     |  |
| 4.  | «Spit»                             | Simmons, Scott Van Zen, Stanley       | Simmons, Stanley | 3:32     |  |
| 5.  | «God Gave Rock 'N' Roll to You II» | Russ Ballard, Stanley, Simmons, Ezrin | Stanley, Simmons | 5:18     |  |
| 6.  | «Domino»                           | Simmons                               | Simmons          | 4:01     |  |
| 7.  | «Heart of Chrome»                  | Stanley, Vincent, Ezrin               | Stanley          | 4:02     |  |
| 8.  | «Thou Shalt Not»                   | Simmons, Jesse Damon                  | Simmons          | 3:59     |  |
| 9.  | «Every Time I Look at You»         | Stanley, Ezrin                        | Stanley          | 4:38     |  |
| 10. | «Paralyzed»                        | Simmons, Ezrin                        | Simmons          | 4:14     |  |
| 11. | «I Just Wanna»                     | Stanley, Vincent                      | Stanley          | 4:07     |  |
| 12. | «Carr Jam 1981»                    | Eric Carr                             | (Instrumental)   | 2:46     |  |

Fuente: Allmusic.

## Créditos
Kiss
- Paul Stanley - guitarra rítmica, voz[13]
- Gene Simmons - bajo, voz[13]
- Eric Carr - coros en «God Gave Rock 'N' Roll to You II»,[6] batería y guitarra rítmica en «Carr Jam 1981»[21]
- Bruce Kulick - guitarra solista, coros, bajo en «Tough Love» y «Every Time I Look at You»[17]
- Eric Singer - batería, coros[13]

| Músicos de sesión - Dick Wagner - guitarra solista en «Every Time I Look at You» - Kevin Valentine - batería en «Take It Off» - Tommy Thayer y Jesse Damon - coros | Producción - Bob Ezrin - producción - George Marino - masterización - Chris Steinmetz, Niko Bolas y George Tutko - ingeniería - Mick Guzauski y Rall Rogut - mezcla |

Fuente: Allmusic.

## Posición en las listas
| País           | Lista                   | Mejor posición | Ref.   |
| -------------- | ----------------------- | -------------- | ------ |
| Alemania       | German Albums Chart     | 16             | [ 36 ] |
| Australia      | Top 40 Albums           | 5              | [ 25 ] |
| Austria        | Alben Top 75            | 14             | [ 36 ] |
| Canadá         | Canadian Albums Chart   | 11             | [ 37 ] |
| Estados Unidos | Billboard 200           | 6              | [ 22 ] |
| Finlandia      | Suomen virallinen lista | 18             | [ 38 ] |
| Noruega        | Topp 40 Album           | 4              | [ 1 ]  |
| Países Bajos   | Album Top 100           | 46             | [ 39 ] |
| Reino Unido    | UK Albums Chart         | 10             | [ 24 ] |
| Suecia         | Sverigetopplistan       | 10             | [ 27 ] |
| Suiza          | Schweizer Hitparade     | 6              | [ 26 ] |

| País                               | Lista                              | Mejor posición                     | Ref.                               |                                    |                                    |                                    |                                    |                                    |                                    |                                    |                                    |                                    |                                    |
| «God Gave Rock 'N' Roll to You II» | «God Gave Rock 'N' Roll to You II» | «God Gave Rock 'N' Roll to You II» | «God Gave Rock 'N' Roll to You II» | «God Gave Rock 'N' Roll to You II» | «God Gave Rock 'N' Roll to You II» | «God Gave Rock 'N' Roll to You II» | «God Gave Rock 'N' Roll to You II» | «God Gave Rock 'N' Roll to You II» | «God Gave Rock 'N' Roll to You II» | «God Gave Rock 'N' Roll to You II» | «God Gave Rock 'N' Roll to You II» | «God Gave Rock 'N' Roll to You II» | «God Gave Rock 'N' Roll to You II» |
| ---------------------------------- | ---------------------------------- | ---------------------------------- | ---------------------------------- | ---------------------------------- | ---------------------------------- | ---------------------------------- | ---------------------------------- | ---------------------------------- | ---------------------------------- | ---------------------------------- | ---------------------------------- | ---------------------------------- | ---------------------------------- |
| Alemania                           | German Singles Chart               | 9                                  | [ 40 ]                             |                                    |                                    |                                    |                                    |                                    |                                    |                                    |                                    |                                    |                                    |
| Austria                            | Singles Top 75                     | 16                                 | [ 40 ]                             |                                    |                                    |                                    |                                    |                                    |                                    |                                    |                                    |                                    |                                    |
| Irlanda                            | Irish Singles Chart                | 5                                  | [ 41 ]                             |                                    |                                    |                                    |                                    |                                    |                                    |                                    |                                    |                                    |                                    |
| Reino Unido                        | UK Singles Chart                   | 4                                  | [ 24 ]                             |                                    |                                    |                                    |                                    |                                    |                                    |                                    |                                    |                                    |                                    |
| Suecia                             | Sverigetopplistan                  | 24                                 | [ 42 ]                             |                                    |                                    |                                    |                                    |                                    |                                    |                                    |                                    |                                    |                                    |
| Suiza                              | Singles Top 75                     | 4                                  | [ 43 ]                             |                                    |                                    |                                    |                                    |                                    |                                    |                                    |                                    |                                    |                                    |
| «Unholy»                           |                                    |                                    |                                    |                                    |                                    |                                    |                                    |                                    |                                    |                                    |                                    |                                    |                                    |
| Alemania                           | German Singles Chart               | 26                                 | [ 28 ]                             |                                    |                                    |                                    |                                    |                                    |                                    |                                    |                                    |                                    |                                    |
| Noruega                            | Topp 20 Låt                        | 2                                  | [ 44 ]                             |                                    |                                    |                                    |                                    |                                    |                                    |                                    |                                    |                                    |                                    |
| Reino Unido                        | UK Singles Chart                   | 26                                 | [ 24 ]                             |                                    |                                    |                                    |                                    |                                    |                                    |                                    |                                    |                                    |                                    |
| Suecia                             | Sverigetopplistan                  | 19                                 | [ 28 ]                             |                                    |                                    |                                    |                                    |                                    |                                    |                                    |                                    |                                    |                                    |
| «Every Time I Look at You»         |                                    |                                    |                                    |                                    |                                    |                                    |                                    |                                    |                                    |                                    |                                    |                                    |                                    |
| Suecia                             | Sverigetopplistan                  | 31                                 | [ 45 ]                             |                                    |                                    |                                    |                                    |                                    |                                    |                                    |                                    |                                    |                                    |

## Certificaciones
| País           | Certificación | Ventas  | Ref.   |
| -------------- | ------------- | ------- | ------ |
| Canadá         | Oro           | 50 000  | [ 46 ] |
| Estados Unidos | Oro           | 500 000 | [ 23 ] |